# Głażewo (przystanek kolejowy)
Głażewo – przystanek osobowy na trasie linii kolejowej nr 373 (Międzychód-Zbąszyń), położona we wsi Głażewo w woj. wielkopolskim, w powiecie międzychodzkim, w gminie Międzychód.

## Ruch kolejowy
Osobowy ruch kolejowy wstrzymano 28 listopada 2005 roku.